# フラクンダ
フラクンダ (Fulacunda) はギニアビサウ中部の町。キナラ州フラクンダ区に位置し、フラクンダ区の首府である。